# Esox masquinongy
Esox masquinongy, hay cá musky là một loài cá nước ngọt không phổ biến ở Bắc Mỹ, thành viên lớn nhất của họ Esocidae. Chúng còn có các tên gọi khác như muscallonge, milliganong, maskinonge, muskie hoặc musky.